# Сігамбри

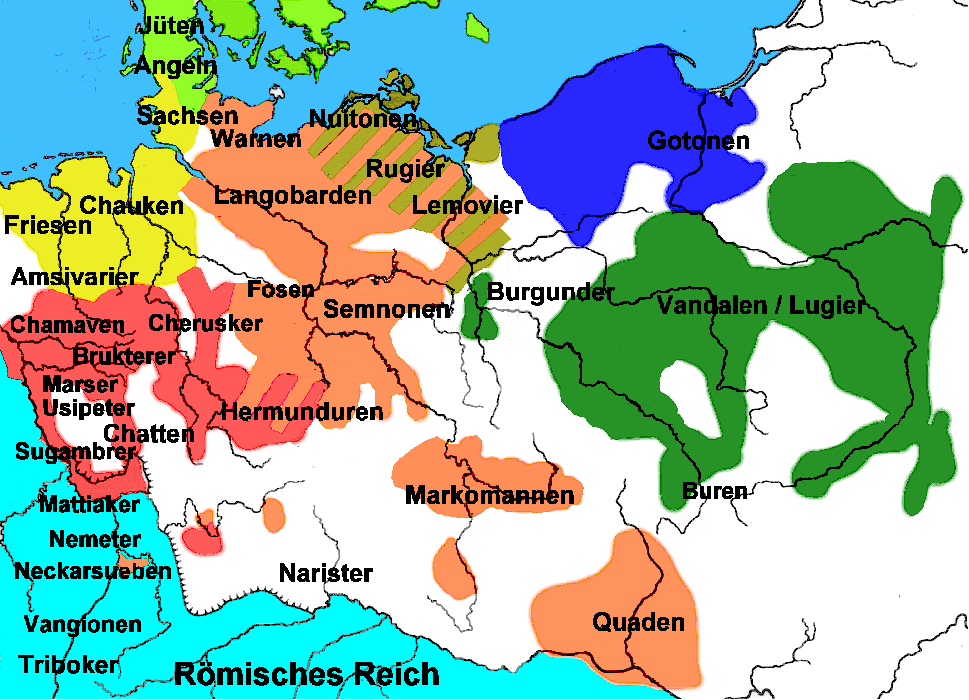
Карта розселення германських племен в 50 р. н. е. Сігамбри (Sugambrer) відмічені зліва червоним, поряд із хаттами й усіпетами

Сігамбри (лат. Sygambri) — давньогерманське плем'я, що мешкало на правому березі Середнього Рейну в VIII—I ст. до н. е. північніше за плем'я убіїв. Істориком Тацитом віднесені до істевонів.
В 55 р. до н. е. проти сігамбрів, що захищали від римлян германські племена тенктерів, та усіпетів виступив Гай Юлій Цезар. Сігамбрам довгий час вдавалось успішно чинити опір спробам імператорів Августа та Клавдія Друза підкорити їх Римові, але вони все ж таки були підкорені оманним шляхом імператором Тиберієм.